# Geranium alonsoi
Geranium alonsoi är en näveväxtart som beskrevs av Carlos Aedo. Geranium alonsoi ingår i släktet nävor, och familjen näveväxter. Inga underarter finns listade i Catalogue of Life.